# Tango de Marilou
Pour les articles homonymes, voir Tango et Marilou (homonymie).
Clip vidéo
[vidéo] « Tino Rossi - Tango de Marilou », sur YouTube
Le Tango de Marilou est une chanson française et un tango de Tino Rossi, enregistrée en disque 78 tours en 1933 chez Columbia Records,, un des premiers grands succès de sa carrière.

## Histoire
Tino Rossi, chanteur Corse alors âgé de 26 ans, débute modestement sa carrière de « Roi des chanteurs de charme » de l'époque sur des scènes de music-hall provençales du continent, telles que l'Alcazar de Marseille, où il est remarqué par le label parisien Columbia Records, qui lui fait enregistrer ses premiers disque 78 tours en 1933, dont ce « Tango de Marilou ». 
Robert Marino et Mario Mariotti composent et écrivent ce tango lancinant et langoureux, sur le thème « des souvenirs nostalgiques romantiques d'un premier rendez-vous amoureux de jeunesse, de Sorrente près de Capri et de Naples en Italie ». Tino Rossi l'interprète et l'enregistre avec succès à Paris, avec sa voix de crooner Corse « Sous le ciel clair de Sorrente un beau jour, tu m'as paru si jolie, qu'un seul regard de tes yeux de velours, fut le soleil de ma vie, que ton sourire fut tendre et câlin, en me disant à demain. Marilou Marilou, souvient toi du premier rendez-vous, dans nos cœurs à grands coups, s'éveillaient les désirs les plus fous, je sentis sur ta lèvre mignonne, le frisson de l'amour qui se donne, Marilou Marilou, qu'il fut doux le premier rendez-vous... ».

## Reprises et adaptations
Tino Rossi réédite ce titre sur de nombreux disques et compilations des succès de sa carrière. Le Titre est également repris par de nombreux interprètes, dont Jean Lumière (1934), Luciano Tajoli (version tango italien Tango Di Marilù, 1951), Jack Lantier (album Chansons de Toujours, 1993), Frédéric François (album Les Romances de Toujours, 2003), André Verchuren (version accordéon, album Les Plus Grands Succès De Tino Rossi)...

## Au cinéma
- 1991 : Jacquot de Nantes, d'Agnès Varda, sur la vie et l'enfance de son mari réalisateur Jacques Demy, interprétée en référence à Marie-Louise (surnommée Marilou) mère de Jacques Demy[10] .

## Tango de Tino Rossi
Tino Rossi a interprété de nombreux tangos dans son répertoire, dont :
Tango de Marilou (1933), Tango de rêve (1937), Tango de Maria (1939), Tango d’un soir (1945), Le Plus Beau Tango du monde (1951), Tango Bleu (1952), Tango mélodie (1953), Tango magique (1954), Tango Méditerranée (1955), Tango d’Italie (1956), Le petit tango (1958), Le temps d'un tango (1961), Guitar Tango (en) (1961), Tango italiano (1962), Crépuscule tango (1964)... 